# Qobustan (raion)
Qobustan (en azéri : [gobusˈtɑn]) est l'une des 78 subdivisions de l'Azerbaïdjan. Sa capitale se nomme Qobustan.

## Historique

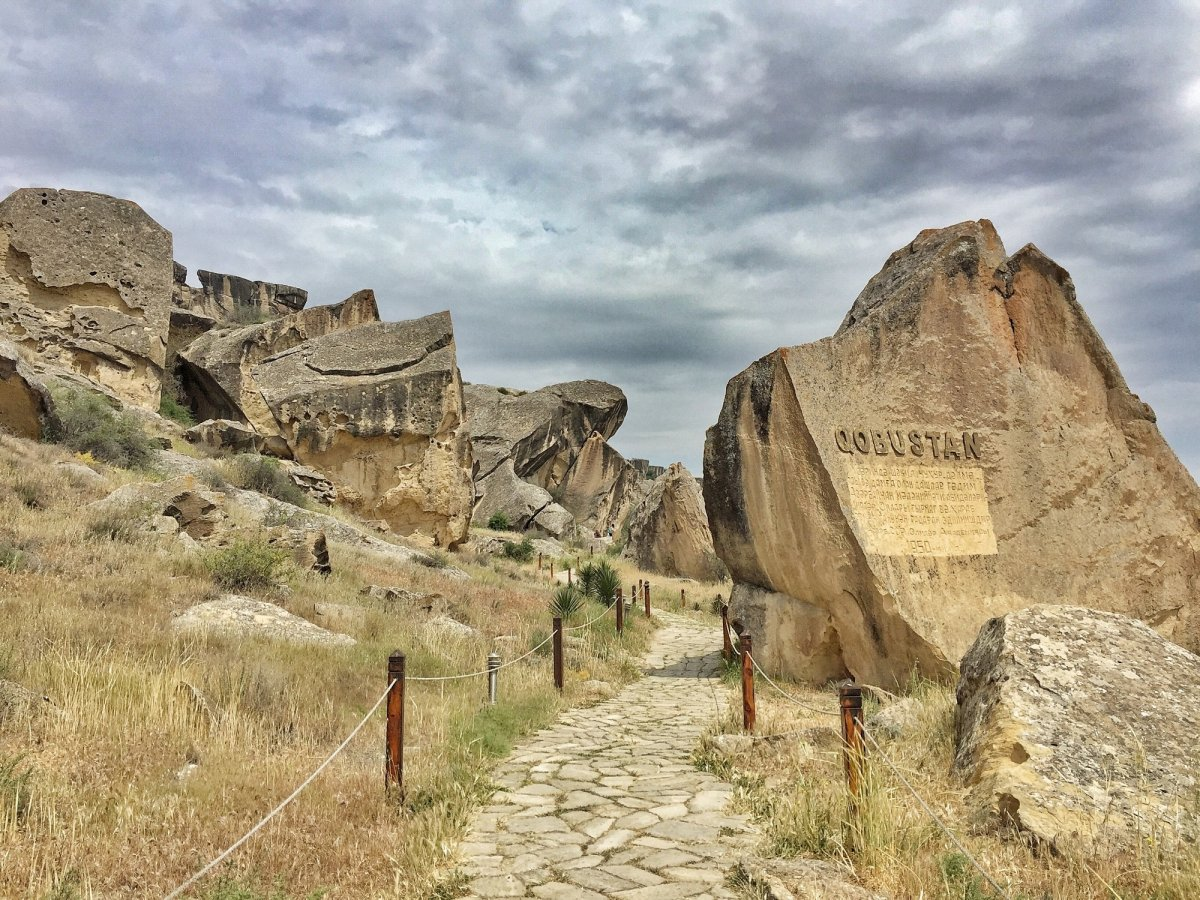
Rochers et Qobustan petroqlifləri. Mai 2022.

## Géographie

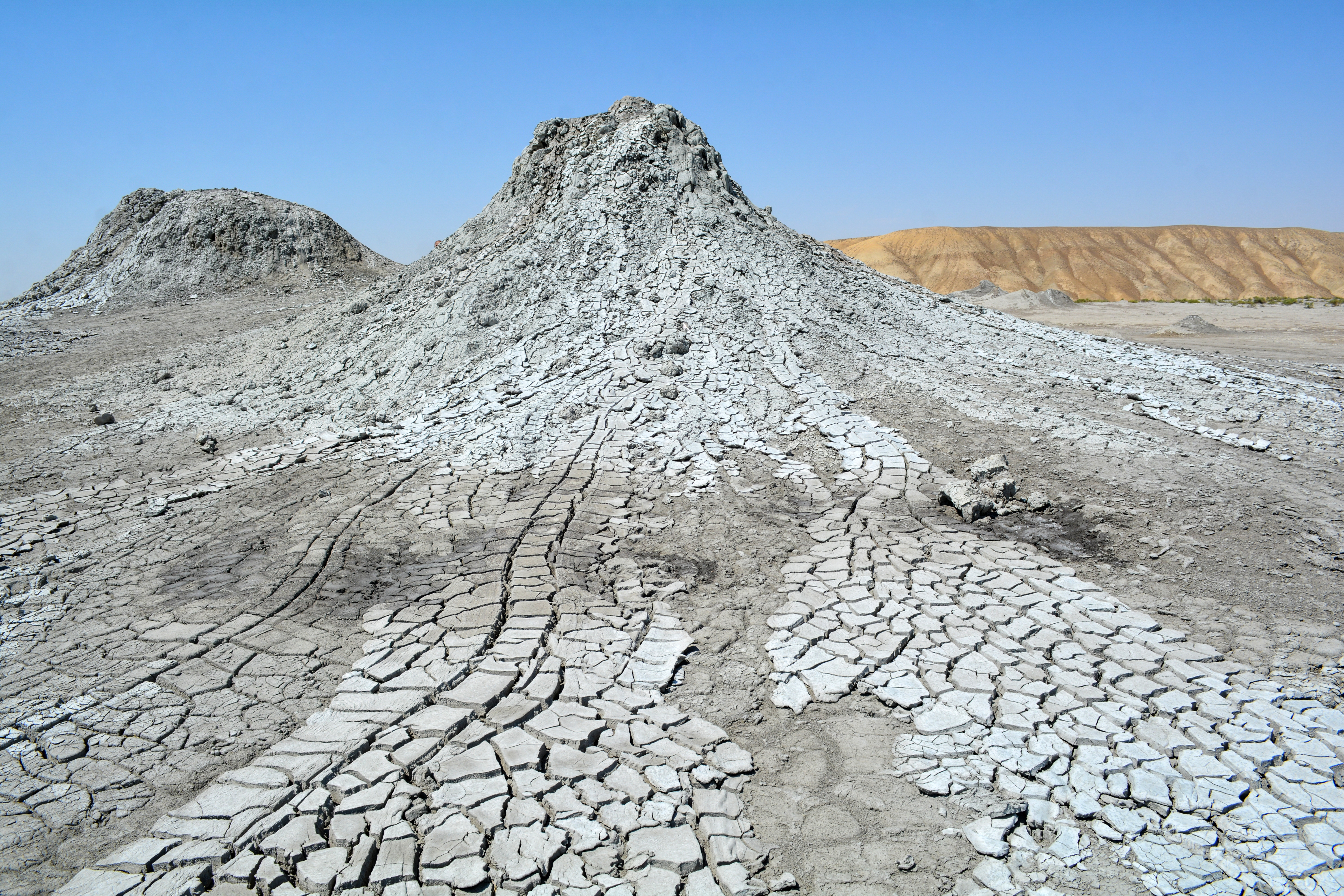
Volcan de boue dans le Qobustan. Aout 2021.

L'actuel raion de Qobustan est le point de frontière connu le plus à l'est sous l'Empire romain, pendant quelques décennies, à partir de 84 ou 96, sous le règne de Domitien. Une célèbre inscription d'une légion romaine taillée sur une roche, dans la région, l'atteste.     